# Glassmaskin

Glassmaskin från början av 1900-talet, gjord av Husqvarna Vapenfabrik.

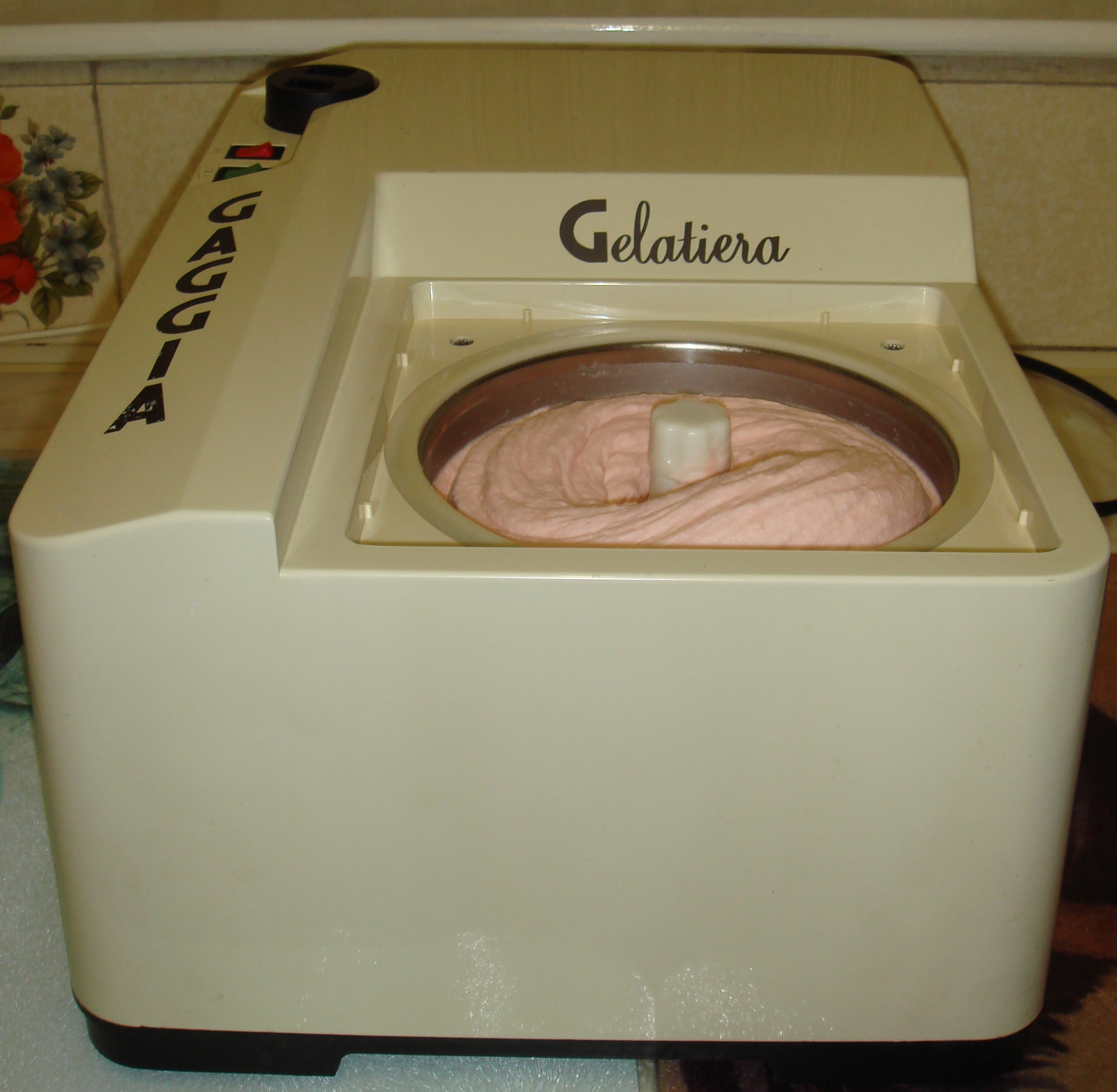
Glassmaskin

En glassmaskin är en maskin som gör glass och sorbet. Den består av snurrande blad och kylmedel som fryser glassen. Man blandar glassmeten eller sorbetsmeten, sätter igång glassmaskinen och häller sedan i smeten. De roterande bladen lyfter glassmeten från kylmedlet vid varje varv och rör om så att kylan fördelas. På så sätt får man en krämig, mjuk konsistens som är typisk för glass och sorbet.
Moderna glassmaskiner kyls med en vätskefylld kylklamp som fryses innan användning. Glassmaskiner fanns även tidigare, men de kyldes då med en blandning av is och salt som placerades runt det kärl där smeten rördes om.

## Historia
Den första glassmaskinen beskrevs i Paris 1768, men det var först på 1840-talet som den patenterades av Nancy Johnson i USA. På 1850-talet inleddes den industriella glasstillverkningen i New York och Boston, men glassen var på den tiden avsedd för överklassen. Vid sekelskiftet till 1900-talet började ångmaskiner användas för att vispa glassen.
Glassmaskiner för hemmabruk var framförallt populära i slutet av 1980-talet och början av 1990-talet, men därefter sjönk intresset.
På 2000-talet tillverkas glassmaskiner för hemmabruk i olika storlekar och många är designade för att tilltala konsumenterna.